# Cold Spring (Kentucky)
Pour les articles homonymes, voir Cold Spring.
Cold Spring est une ville du Comté de Campbell dans le Kentucky, dans la banlieue Sud de Cincinnati.
Sa population était de 5 912 habitants en 2010.